# Galaxy 15
Galaxy 15 est un satellite de télécommunication américain (États-Unis) appartenant à Intelsat. Lancé et contrôlé originellement par PanAmSat, son exploitation fut ensuite confiée à Intelsat lorsque les deux sociétés fusionnèrent en 2006. Placé en orbite géostationnaire à une longitude de 133° ouest, il fournit des services de télécommunication à destination du continent nord-américain. En avril 2010, Intelsat a perdu le contrôle de son satellite, qui s'est mis à dériver de sa position orbitale, risquant de perturber d'autres satellites proches (l'orbite géostationnaire est très encombrée, chaque satellite doit respecter scrupuleusement une position attribuée par l'Union internationale des télécommunications).
Le 27 décembre 2010, Intelsat annonça que le système électronique à bord du satellite avait pu être redémarré et que l'unité de commande était à nouveau opérationnelle. De plus, il avait pu être commuté en mode « silencieux », minimisant ainsi le risque de voir Galaxy 15 interférer électroniquement avec les autres satellites,. Enfin Intelsat a réussi à replacer Galaxy 15 sur son orbite dédiée le 4 avril 2011.

## Descriptif technique
Galaxy 15 a été construit par la société Orbital Sciences Corporation, à partir du module de service STAR-2. Son contrat de fabrication a été signé en 2001, il devait à l'époque être conçu de manière identique aux satellites Galaxy 12 et Galaxy 14 précédemment commandés. En 2003, le contrat a été modifié pour permettre l'ajout de nouveaux transpondeurs, afin de participer au programme d'aide à la navigation Wide Area Augmentation System (WAAS) de l'agence fédérale américaine pour l'aviation civile (Federal Aviation Administration).
La charge utile dédiée aux télécommunications à bord de Galaxy 15 est constituée de 24 transpondeurs opérant dans les bandes de fréquences « G » (4 à 6 GHz) et « H » (6 à 8 GHz) de l'OTAN, ou dans la bande « C » (4 à 8 GHz) de l'IEEE. Le satellite embarque également deux transpondeurs actifs sur la bande « L » (1 à 2 GHz) de l'IEEE, qui font partie du réseau WAAS d'aide à la navigation aérienne. À son lancement, le satellite Galaxy 15 présentait une masse de 2 033 kg et sa durée de vie opérationnelle était estimée à 15 ans,.

## Lancement et mise en orbite
Le lancement de Galaxy 15 a été effectué par la société Arianespace, à l'aide d'une fusée porteuse Ariane 5 GS qui a décollé de la zone ELA-3 du Centre Spatial de Kourou, en Guyane française. Le lancement a eu lieu le 13 octobre 2005 à 22:32 GMT, au début d'une fenêtre de lancement d'une durée de 84 minutes, et plaça avec succès Galaxy 15 sur une orbite de transfert géostationnaire. Le satellite français de communication militaire Syracuse 3A a été lancé par la même fusée. Pendant le lancement, Galaxy 15 était positionné en dessous de Syracuse 3A, monté sur un adaptateur SYLDA (Système de lancement double Ariane).
Après la séparation avec la fusée porteuse, Galaxy 15 s'est propulsé jusqu'à son orbite géostationnaire à l'aide de son moteur d'apogée IHI de 500 N. Son insertion en orbite géostationnaire s'est produite le 19 octobre 2005 vers 19 heures.

## Perte de contrôle et récupération du satellite (2010)

### Perte de contrôle
Le 5 avril 2010, Galaxy 15 a cessé de répondre aux commandes envoyées par les contrôleurs au sol. Toutefois, il est difficile de certifier la date précise de la perte de contrôle, les commandes étant émises à des jours et parfois des semaines d'intervalle. Ne recevant plus les corrections nécessaires à son maintien en position optimale, Galaxy 15 s'est mis à dériver et à s'éloigner de son slot orbital (position précise attribuée par l'Union internationale des télécommunications à chaque satellite géostationnaire). Toutes les transmissions de signaux ont cessé et ont été réparties sur d'autres satellites. Le satellite Galaxy 12 a été retiré de son orbite à 123° ouest pour remplacer Galaxy 15 sur le slot orbital de 133° ouest. Galaxy 12 avait été originellement prévu pour remplacer le satellite Galaxy 27 qui a du être repositionné à 45,1° Est pour effectuer une mission de service pour le compte du gouvernement des États-Unis. À cause du repositionnement nécessaire de Galaxy 12 sur 133° ouest, Intelsat fut forcé de laisser le slot 129° ouest vacant. Le 20 avril, Orbital Sciences a déclaré qu'ils pensaient que l'activité solaire était responsable du dysfonctionnement du satellite, bien que la société ait aussi déclaré par la suite ne pas être arrivée à déterminer une cause première unique. Le 3 mai, l'émission d'une série de fortes impulsions vers Galaxy 15 a été tentée, dans le but de faire dysfonctionner l'alimentation électrique du satellite. Malheureusement, cela n'eut pas le résultat escompté qui était de surcharger l'alimentation pour mettre hors service les transpondeurs actifs. Cette tentative a généré de l'inquiétude chez les opérateurs des satellites voisins, car ces puissantes émissions ont le potentiel pour détruire des circuits électroniques sensibles à bord des satellites, pouvant mener à une perte de contrôle totale des appareils.

### Passages rapprochés et interférences
Le 12 mai 2010, Intelsat et la société SES World Skies (un opérateur néerlandais de satellites de télécommunications) confirmèrent que Galaxy 15 passerait tout près du satellite AMC-11 (propriété de SES), et que ce rapprochement représentait une source potentielle d'interférences dans les télécommunications nord-américaines, car les deux satellites opéraient à des fréquences similaires. Entre le 23 mai et le 7 juin 2010, Galaxy 15 s'est retrouvé à moins d'un demi-degré de AMC-11. Lorsque les deux satellites sont passés au plus près, les 31 mai et 1er juin, les signaux des transpondeurs toujours actifs de Galaxy 15 auraient pu interférer avec les émissions de AMC-11. SES manœuvra le satellite AMC-11 pour minimiser les risques d'interférences. Le satellite SES-1 fut repositionné pour servir éventuellement de remplaçant à AMC-11 en cas de besoin.
Le 2 juin, Intelsat et SES ont annoncé qu'aucune interférence ne s'était produite entre les deux satellites, même au moment de leur rapprochement maximum, lorsqu'ils furent séparés de moins de 0,2 degré. Après avoir dépassé AMC-11, Galaxy 15 a continué de dériver vers l'est. Entre les 12 et 13 juillet 2010, il dépassa Galaxy 13/Horizons-1, un satellite positionné à 127,0° ouest, propriété conjointe d'Intelsat et de la JSAT Corporation, un opérateur japonais. Ce passage rapproché n'a causé aucune perte de signal dans les émissions de Galaxy 13/Horizons-1.
Le 26 juillet 2010, Galaxy 15 a dépassé un autre satellite d'Intelsat, Galaxy 14, positionné à 125,0° ouest. Le rapprochement maximal eu lieu le 30 juillet. Le 8 août, Galaxy 15 a dérivé vers un satellite de la General Communication Inc., une compagnie de télécommunications opérant sur le territoire de l'Alaska. Galaxy 15 dépassa ensuite Anik F2 sur le slot 111,1° ouest entre les 20 et 25 octobre 2010. Plus tard, la dérive du satellite continua d'être observée par les compagnies de télécommunications, à cause du risque d'interférence dans les fréquences de bande « C » (4 à 8 GHz).
Le 9 décembre 2010 a eu lieu une interruption du service NOAAPORT (météorologie nationale des États-Unis) sur le satellite SES-1, positionné à 101,0° ouest, potentiellement causée par les interférences avec Galaxy 15. Puis le 12 décembre, l'annonce officielle suivante fut transmise : « Il existe un risque de perte de données dans le signal SBN/NOAAPORT lorsque le satellite errant Galaxy 15 va croiser l'orbite de SES-1. Les risques maximum d'interférences sont estimés entre les 12 et 18 décembre 2010 inclus ». Pour minimiser les risques, les émissions de signaux à destination de SES-1 furent routées vers l'antenne de 11 mètres du SES Americom Master Ground Station situé à Hawaï, en dehors de la zone de réception de Galaxy 15.

### Récupération
Le 23 décembre 2010, Intelsat réussit à reprendre le contrôle du satellite après que son unité de commande ait pu redémarrer à la suite d'une perte de verrouillage et d'une complète décharge de ses batteries. La phase la plus critique de la mission de sauvetage de Galaxy 15 avait pu être menée à bien. Le correctif d'urgence qui permettait aux contrôleurs au sol d'avoir accès à une unité de commande redondante en cas de dysfonctionnement similaire dans le futur avait aussi pu être appliqué à Galaxy 15, selon Intelsat. Galaxy 15 a été repositionné à 93° ouest, dans le but d'effectuer des tests de fonctionnement de sa charge utile, préalables à sa remise en service. Une fois les tests validés, il fut repositionné sur son slot original à 133° ouest, et Galaxy 12 put retourner à sa mission première sur le 129° ouest.
Le 18 octobre 2011, Intelsat bascula la prise en charge de toutes les télécommunications de ses clients du slot 133° ouest de Galaxy 12 vers Galaxy 15[réf. souhaitée].

## Perte de contrôle du satellite (2022)
Le 19 août 2022, Intelsat annonce avoir perdu le contrôle du satellite, probablement à cause d'un orage magnétique.